# Дроздовський Юрій Анатолійович
Ю́рій Анато́лійович Дроздо́вський (*22 травня 1984, Одеса) — український шахіст, гросмейстер, майстер спорту України міжнародного класу. Дворазовий срібний призер чемпіонатів України із шахів.
У складі збірної України бронзовий призер командного чемпіонату Європи 2009 року.

## Біографія
Народився 22 травня 1984, м. Одеса. Закінчив Одеський національний університет імені І. І. Мечникова, психолог.
Срібний призер I Всесвітніх інтелектуальних Ігор 2008 (блискавична гра — особисто)
Срібний призер I Всесвітніх інтелектуальних Ігор 2008 року (швидкі шахи — команда)
Бронзовий призер I Всесвітніх інтелектуальних Ігор 2008 року (блискавична гра — команда)
Срібний призер чемпіонату України із шахів 2006 року.
Срібний призер чемпіонату України із шахів 2008 року.
Його Рейтинг станом на квітень 2025 року  — 2616, але в зв'язку з тим, що Дроздовський не провів жодної партії з 2011 року, він відсутній в офіційних рейтингах.

## Результати виступів у чемпіонатах України
Юрій Дроздовський зіграв у семи фінальних турнірах чемпіонатів України, набравши загалом 32½ очка з 57 можливих.
| Рік  | Місто       | Турнір                 | + | − | = | Результат | Місце   |
| ---- | ----------- | ---------------------- | - | - | - | --------- | ------- |
| 1998 | Алушта      | 67-й чемпіонат України |   |   |   | 5 з 9     | 31      |
| 2000 | Севастополь | 69-й чемпіонат України | 3 | 2 | 4 | 5 з 9     | 32 — 52 |
| 2002 | Алушта      | 71-й чемпіонат України | 3 | 1 | 5 | 5½ з 9    | 15 — 27 |
| 2004 | Харків      | 73-й чемпіонат України | 0 | 1 | 1 | ½ з 2     | 1/16    |
| 2006 | Полтава     | 75-й чемпіонат України | 2 | 2 | 6 | 5 з 10    | Silver  |
| 2007 | Харків      | 76-й чемпіонат України | 3 | 2 | 4 | 5 з 9     | 7       |
| 2008 | Полтава     | 77-й чемпіонат України | 4 | 0 | 5 | 6½ з 9    | Silver  |

## Статистика виступів у складі збірної України
У складі збірної України Юрій Дроздовський взяв участь в одному турнірі, а саме командному чемпіонаті Європи, що відбувся у 2009 році у м.Новий Сад.
| Рік  | Турнір           | Місто     | Збірна  | Шахівниця | Рейтинг | + | = | − | Результат | % очок | Турнірний рейтинг | Командне місце | Особисте місце |
| ---- | ---------------- | --------- | ------- | --------- | ------- | - | - | - | --------- | ------ | ----------------- | -------------- | -------------- |
| 2009 | чемпіонат Європи | Новий Сад | Україна | 4-та      | 2627    | 2 | 4 | 0 | 4 з 6     | 66,7   | 2636              | Bronze         | 4              |